# 일본 애니메이션의 방영 횟수순 목록
다음은 일본 애니메이션 작품들을 에피소드 수를 기준으로 나열한 목록이다. 텔레비전 방영작 중 145화 이상인 작품, OVA 공개작 중 20화 이상인 작품으로 한했다.

## 텔레비전 방영작
본 순위는 텔레비전으로 방영된 일본 애니메이션 작품들을 나열한 것으로 최소 145화 이상의 작품들을 집계하였다. 여러 작품으로 구성된 애니메이션 시리즈 (예: 프리큐어 시리즈)의 경우에는 본 목록에 싣지 않았다. 또한 여러 시즌으로 되어 있는 경우라도 그 시즌별 제목이 분명히 다른 경우 (케이온!과 케이온!!)도 고려 대상에서 배제하고, 있다 하더라도 각각 별개의 작품으로 싣는다. 기준일은 2017년 10월 15일.
| 프로그램명                    | 방송 개시        | 방송 종료        | 에피소드 수 |
| ----------------------------- | ---------------- | ---------------- | ----------- |
| 사자에상                      | 1969년 10월 5일  | 방영중           | 7,542+      |
| 닌자보이 란타로               | 1993년 4월 10일  | 방영중           | 2,007       |
| 오야코 클럽                   | 1994년 10월 3일  | 2013년 3월 30일  | 1,818       |
| 도라에몽                      | 1979년 4월 2일   | 2005년 3월 18일  | 1,787       |
| 오자루마루                    | 1998년 10월 5일  | 방영중           | 1,653       |
| 기린 만물관                   | 1975년 1월 1일   | 1979년 12월 31일 | 1,565       |
| 기린 내일의 달력              | 1980년 1월 1일   | 1984년 12월 30일 | 1,498       |
| 만화 일본 옛날이야기          | 1975년 1월 7일   | 1995년 1월 2일   | 1,488       |
| 따끈 따끈 가족                | 1976년 10월 1일  | 1982년 3월 31일  | 1,428       |
| 날아라! 호빵맨                | 1988년 10월 3일  | 방영중           | 1,377       |
| 박식대학 내일의 달력          | 1966년 7월 1일   | 1970년 8월 2일   | 1,274       |
| 마루코는 아홉살               | 1995년 1월 8일   | 방영중           | 1,120       |
| 세계 만물 여행                | 1971년 10월 1일  | 1974년 12월 31일 | 1,006       |
| 짱구는 못말려                 | 1992년 4월 13일  | 방영중           | 943         |
| 신 도라에몽                   | 2005년 4월 15일  | 방영중           | 879         |
| 명탐정 코난                   | 1996년 1월 8일   | 방영중           | 877         |
| 원피스                        | 1999년 10월 20일 | 방영중           | 809         |
| 고토와자 하우스               | 1987년 4월 14일  | 1994년 9월 28일  | 773         |
| 내 친구 호비                  | 1993년 12월 13일 | 2008년 3월 31일  | 726         |
| 꾸러기 닌자 토리              | 1981년 9월 28일  | 1987년 12월 25일 | 696         |
| 파만                          | 1983년 4월 4일   | 1985년 7월 2일   | 526         |
| 오바케의 Q 타로               | 1985년 4월 1일   | 1987년 3월 29일  | 510         |
| 나루토 질풍전                 | 2007년 2월 15일  | 2017년 3월 23일  | 500         |
| 하나캇파                      | 2010년 3월 29일  | 방영중           | 485         |
| 안녕 닌자대 갓차맨            | 2001년 4월 18일  | 2013년 3월 29일  | 475         |
| 쿠킹 아이돌 아이! 마이! 마인! | 2009년 3월 30일  | 2013년 3월 29일  | 400         |
| 아침이야! 패사원              | 2016년 4월 4일   | 방영중           | 383         |
| 여기는 잘나가는 파출소        | 1996년 6월 16일  | 2004년 12월 19일 | 373         |
| 블리치                        | 2004년 10월 5일  | 2012년 3월 27일  | 366         |
| 기린 만물대학 만화인물사      | 1970년 8월 3일   | 1971년 9월 30일  | 366         |
| 캐러디의 조크같은 하루하루    | 2009년 4월 1일   | 2010년 3월 30일  | 365         |
| 케로로 중사                   | 2004년 4월 3일   | 2011년 4월 3일   | 358         |
| 은혼                          | 2006년 4월 4일   | 방영중           | 331         |
| 키테레츠 대백과               | 1988년 3월 27일  | 1996년 6월 9일   | 331         |
| 아따맘마                      | 2002년 4월 19일  | 2009년 9월 19일  | 330         |
| 오토기망가 캘린더             | 1962년 6월 25일  | 1964년 6월 25일  | 312         |
| 만화 처음이야기               | 1978년 5월 6일   | 1984년 3월 31일  | 305         |
| 하마 돗토                     | 1971년 1월 1일   | 1972년 9월 30일  | 300         |
| 방가방가 햄토리               | 2000년 7월 7일   | 2006년 3월 31일  | 296         |
| 잇큐상                        | 1975년 10월 15일 | 1982년 6월 28일  | 296         |
| 드래곤볼 Z                    | 1989년 4월 26일  | 1996년 1월 31일  | 291         |
| 막판의 매너                   | 1984년 10월 3일  | 1987년 4월 9일   | 283         |
| 내 친구 호비                  | 2012년 4월 2일   | 방영중           | 283         |
| 페어리 테일                   | 2009년 10월 12일 | 방영중           | 277         |
| 포켓몬스터                    | 1997년 4월 1일   | 2002년 11월 14일 | 276         |
| 간과 곤                       | 1974년 4월 5일   | 1975년 8월 13일  | 260         |
| 별의 아이 포롱                | 1974년 4월 1일   | 1975년 3월 21일  | 260         |
| 고향재생 일본의 옛날이야기    | 2012년 4월 1일   | 2017년 3월 26일  | 257         |
| 펭귄의 문제                   | 2008년 4월 5일   | 2013년 3월 30일  | 253         |
| 굿 모닝!!! 도론조             | 2015년 3월 30일  | 2016년 3월 25일  | 243         |
| 닥터 슬럼프                   | 1981년 4월 8일   | 1986년 2월 19일  | 243         |
| 장난 천사 치포짱              | 1970년 3월 30일  | 1970년 12월 31일 | 240         |
| 안녕 재채기 대마왕            | 2014년 3월 31일  | 2015년 3월 27일  | 237         |
| 마징가 ZIP!                   | 2013년 4월 8일   | 2014년 3월 28일  | 227         |
| 미라클! 미미카                | 2006년 4월 3일   | 2009년 3월 27일  | 225         |
| 유희왕 듀얼몬스터즈           | 2000년 4월 18일  | 2004년 9월 29일  | 224         |
| 나루토                        | 2002년 10월 3일  | 2007년 2월 8일   | 220         |
| 가정교사 히트맨 REBORN!       | 2006년 10월 7일  | 2010년 9월 25일  | 203         |
| 호리                          | 1991년 1월 28일  | 1993년 4월 12일  | 200         |
| 파라솔 헨베                   | 1989년 10월 2일  | 1991년 1월 28일  | 200         |
| 가타피시                      | 1990년 4월 2일   | 1991년 3월 29일  | 199         |
| 가자! 키친전대 쿡쿠른         | 2013년 4월 1일   | 2015년 3월 20일  | 196         |
| 쾌걸 타마곤                   | 1972년 10월 5일  | 1973년 9월 28일  | 195         |
| 시끌별 녀석들                 | 1981년 10월 14일 | 1986년 3월 19일  | 195         |
| 철완 아톰                     | 1963년 1월 1일   | 1966년 12월 31일 | 193         |
| 포켓몬스터 AG                 | 2002년 11월 21일 | 2006년 9월 14일  | 193         |
| 요괴워치                      | 2014년 1월 8일   | 방영중           | 192         |
| 포켓몬스터 DP                 | 2006년 9월 28일  | 2010년 9월 9일   | 191         |
| 거인의 별                     | 1968년 3월 30일  | 1971년 9월 18일  | 182         |
| 유희왕 GX                     | 2004년 10월 6일  | 2008년 3월 26일  | 180         |
| 아이카츠!                     | 2012년 10월 8일  | 2016년 3월 31일  | 178         |
| 테니스의 왕자                 | 2001년 10월 10일 | 2005년 3월 30일  | 178         |
| 젠마이 자무라이               | 2006년 4월 3일   | 2010년 3월 26일  | 175         |
| 미르모 퐁퐁퐁                 | 2002년 4월 6일   | 2005년 9월 27일  | 172         |
| 치로링 마을 이야기            | 1992년 4월 6일   | 1993년 3월 19일  | 170         |
| 포코냥                        | 1993년 4월 5일   | 1996년 3월 29일  | 170         |
| 꾸러기 마녀 노노              | 1992년 8월 24일  | 1993년 7월 16일  | 170         |
| 이누야샤                      | 2000년 10월 16일 | 2004년 9월 13일  | 167         |
| 왕괴짜 돈만이                 | 1989년 1월 14일  | 1992년 9월 26일  | 164         |
| 도카벤                        | 1976년 10월 6일  | 1979년 12월 26일 | 163         |
| 하~이 앗코입니다              | 1988년 10월 12일 | 1992년 3월 26일  | 163         |
| 주근깨 푸치                   | 1969년 3월 31일  | 1969년 10월 4일  | 162         |
| 란마 ½                        | 1989년 4월 15일  | 1992년 9월 25일  | 161         |
| 드래곤볼 카이                 | 2009년 4월 5일   | 2015년 6월 28일  | 159         |
| 오뎅군                        | 2005년 4월 8일   | 2009년 2월 27일  | 156         |
| 모험소년 샤다                 | 1967년 9월 18일  | 1968년 3월 16일  | 156         |
| 마하특급 델타트레인           | 1997년 4월 2일   | 2000년 3월 29일  | 156         |
| 남자와 바보! 고시엔           | 1970년 9월 28일  | 1971년 3월 27일  | 156         |
| 핀치와 펀치                   | 1969년 9월 29일  | 1970년 3월 28일  | 156         |
| 루팡 3세                      | 1977년 10월 3일  | 1980년 10월 6일  | 155         |
| 메이저                        | 2004년 11월 13일 | 2010년 9월 25일  | 154         |
| 유희왕 5D's                   | 2008년 4월 2일   | 2011년 3월 30일  | 154         |
| 드래곤볼                      | 1986년 2월 26일  | 1989년 4월 12일  | 153         |
| 프로골퍼 사루                 | 1985년 4월 2일   | 1988년 3월 28일  | 153         |
| 라라의 스타일기               | 2006년 4월 7일   | 2009년 3월 27일  | 153         |
| 북두의 권                     | 1984년 10월 11일 | 1988년 2월 18일  | 152         |
| 아빠는 요리사                 | 1992년 4월 9일   | 1995년 5월 25일  | 151         |
| 철인 28호 가오!               | 2013년 4월 6일   | 2016년 3월 26일  | 151         |
| 갓슈벨!!                      | 2003년 4월 6일   | 2006년 3월 26일  | 150         |
| 헌터 × 헌터                   | 2011년 10월 2일  | 2014년 9월 23일  | 148         |
| 소년탐정 김전일               | 1997년 4월 7일   | 2000년 9월 11일  | 148         |
| 유희왕 ARC-V                  | 2014년 4월 6일   | 2017년 3월 26일  | 148         |
| 토리코                        | 2011년 4월 3일   | 2014년 3월 30일  | 147         |
| 아이실드 21                   | 2005년 4월 6일   | 2008년 3월 19일  | 145         |

## OVA와 ONA
다음은 오리지널 비디오 애니메이션 (OVA)와 웹 애니메이션 (ONA)로 배급된 애니메이션들의 에피소드 개수순 목록이다. 최소 20화 이상의 애니메이션 작품으로 한정하였다.
| 배급 유형 | 이름                               | 연재 시작   | 연재 끝     | 에피소드 수 |
| --------- | ---------------------------------- | ----------- | ----------- | ----------- |
| OVA       | 은하영웅전설                       | 1988년 12월 | 1997년 3월  | 110         |
| ONA       | 푸치마스! -PETIT PETIT IDOLM@STER- | 2014년 4월  | 2014년 6월  | 74          |
| OVA       | 푸치마스! -PETIT IDOLM@STER-       | 2013년 1월  | 2013년 3월  | 64          |
| ONA       | 헤타리아 Axis Powers               | 2009년 1월  | 2010년 3월  | 52          |
| OVA       | 은하영웅전설 외전                  | 1998년 2월  | 2000년 7월  | 52          |
| ONA       | 헤타리아 World Series              | 2010년 3월  | 2011년 3월  | 48          |
| ONA       | 미소녀전사 세일러문 Crystal        | 2014년 7월  | 2016년 6월  | 39          |
| OVA       | 감벽의 함대                        | 1993년 2월  | 2003년 8월  | 32          |
| OVA       | 세인트 세이야                      | 2002년 11월 | 2008년 8월  | 31          |
| OVA       | 헌터 × 헌터                        | 2002년 1월  | 2004년 8월  | 30          |
| OVA       | 명탐정 코난                        | 2000년 3월  | 2012년 4월  | 27          |
| OVA       | 세인트 세이야 더 로스트 캔버스     | 2009년 6월  | 2011년 7월  | 26          |
| ONA       | Starry☆Sky                         | 2010년 12월 | 2011년 6월  | 26          |
| ONA       | 망념의 잠드                        | 2008년 7월  | 2009년 2월  | 26          |
| ONA       | 스즈미야 하루히의 우울             | 2009년 2월  | 2009년 5월  | 25          |
| OVA       | 투마귀신전 오니                    | 1995년 10월 | 1996년 3월  | 25          |
| ONA       | 봉주르♪사랑맛 파티스리             | 2014년 10월 | 2015년 3월  | 24          |
| ONA       | 마법유희                           | 2001년 11월 | 2002년 5월  | 24          |
| ONA       | 쁘띠 에바 ~EVANGELION@SCHOOL~      | 2007년 3월  | 2007년 9월  | 24          |
| ONA       | 사이킥 아카데미 황라만상           | 2002년 3월  | 2002년 9월  | 24          |
| ONA       | 펭귄 아가씨 하트                   | 2008년 4월  | 2008년 11월 | 22          |
| OVA       | 슈퍼내추럴 더 애니메이션           | 2011년 1월  | 2011년 4월  | 22          |
| ONA       | 오늘의 아스카 쇼                   | 2012년 8월  | 2013년 1월  | 20          |
| ONA       | 헤타리아 The Beautiful World       | 2013년 1월  | 2013년 6월  | 20          |
| OVA       | 천지무용 양황귀                    | 1992년 9월  | 2005년 9월  | 20          |

## 같이 보기
- 권수순 일본 만화 목록
- 방영 기간순 텔레비전 프로그램 목록

### 내용주
1. ↑  사자에상 프로그램의 한차례 방영분은 세 개의 화로 구성된다. 특별화도 포함된 숫자.
2. ↑  총 25개 시리즈.
3. ↑  오리지널판 <거인의 별> 한정.